# MicroSD

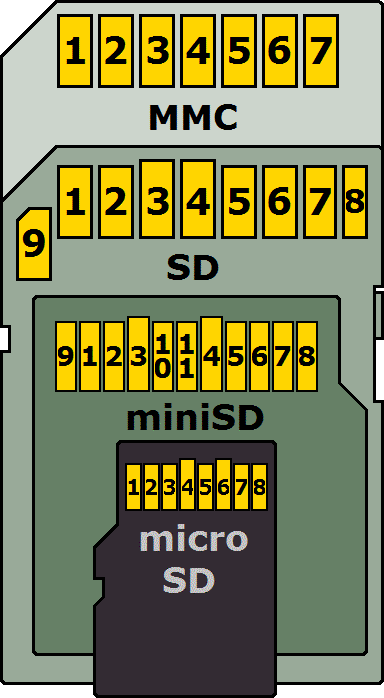
MMC、SD、miniSD与microSD的大小对比

microSD是一種極細小的快閃記憶體卡，基於由闪迪製造的TransFlash卡格式所創立。這類記憶卡主要於流動電話使用，但因其擁有體積極小的優點，隨著不斷提升的容量，它慢慢開始於GPS設備、攜帶型音樂播放器、运动相机、行車記錄儀和手持遊戲機一些快閃記憶體盤中使用。microSD的體積為 15 毫米 x 11 毫米 x 1 毫米 - 约为SD卡(32mm x 29mm x 2mm)的1/4，相当於手指甲蓋的大小，它亦能夠以轉接器來接駁於SD卡或Memory Stick插槽中使用。

## 歷史
microSD卡原本稱為TF卡（T-Flash卡或TransFlash），由摩托罗拉与SanDisk共同研发，在2004年推出。不過SanDisk無法自行將它推廣普及化，前期僅有摩托罗拉的手機支援TransFlash。為了能將銷路完全拓展，SanDisk於是將TransFlash規格併入SD協會，成為SD家族產品之一，造就了目前使用最廣泛的手機記憶卡；而重新命名為microSD的原因是因為被SD協會（SDA）采纳。TransFlash納入SD協會後，僅有在實體規格的電性接觸端（印刷電路板的金屬端子，俗稱「金手指」）縮短一點，其他部分完全沿用完全相容。另一些被SD協會採立的記憶卡包括miniSD和SD卡。
SD協會在2005年3月14日於2005年度的美國行動通信暨無線網路年會（CTIA Wireless 2005）中公佈microSD的格式，以及於2005年7月13日批准了microSD最終的規格。在最初公開發售時，microSD的儲存容量包括32MB、64MB和128MB。
2014年世界移动通信大会（MWC）期间，SanDisk发布了一款容量高达128GB的 Micro SD XC储存卡。
2019年2月世界移动通信大会期间，包括閃迪、鎂光等存儲品牌均发布了容量達1TB的microSD储存卡（TF卡)。同年5月16日，威騰電子旗下的閃迪存儲1TB TF卡正式開賣。

## 各式類別
- micro SD : 速度慢，普遍以大卡為主。用途廣，電腦，相機，手機皆可。
- micro SDHC ：速度中，廣泛用於手機。
- micro SDXC ：速度高，一秒30 MB以上，主要支援UHS（Ultra High Speed）、Class 10以上。主要為相機、攝影機及手機錄影時使用

相互使用：若想在手機上使用相機的SD卡，則應該購買小卡附大卡。若只購買大卡，即不支援單獨使用小卡。不同的轉卡不能交互使用，而上述的SD區別並沒有詳細定義，只有速度差別。